# Chionea obtusa
Chionea obtusa là một loài ruồi trong họ Limoniidae. Chúng phân bố ở miền Tân bắc.